# Kecskéd megállóhely
Kecskéd megállóhely egy megszűnt vasúti megállóhely, melyet a MÁV üzemeltetett, a Komárom-Esztergom vármegyei Kecskéd településen. A belterület északnyugati szélén helyezkedett el, a 8155-ös út vasúti keresztezése mellett.

## Vasútvonalak
A megállóhelyet az alábbi vasútvonalak érintették:
- Környe–Pápa-vasútvonal

## Kapcsolódó állomások
A megállóhelyhez az alábbi állomások vannak a legközelebb:
- Környe vasútállomás (Környe vasútállomás, Környe–Pápa-vasútvonal)
- Bokod megállóhely (Pápa vasútállomás, Környe–Pápa-vasútvonal)